# Donnée publique
Pour les articles homonymes, voir Donnée.
La notion de « donnée publique » couvre l’ensemble des données qui sont ou devraient être (légalement ou volontairement) publiées ou tenues à disposition du public, et qui sont produites ou collectées par un État, une collectivité territoriale, un organe parapublic, dans le cadre de leurs activités de service public.
L'accessibilité de la donnée publique (qui implique aussi la liberté d'accès aux documents administratifs) est un des éléments de la transparence d'une gouvernance, considérée par Guy Braibant comme faisant partie de la « troisième génération des droits de l'Homme ».
Cette information a d'autant plus de valeur pédagogique, historique, sociale, culturelle ou économique qu'elle est fiable, catégorisée, organisée, diffusée (« disséminée » disent les anglophones) et réutilisable. Or, de nouveaux outils informatiques, dont collaboratifs et de type SIG permettent de mieux l'organiser et la valoriser dans la sphère du Web (c'est le cas du Web sémantique et de Wikipédia par exemple).
La large diffusion des données publiques est aussi devenue un enjeu économique et d'image. Plusieurs études ont montré que face à d'autres États ne diffusant pas leurs données gratuitement ou largement, les États-Unis ont tiré un grand avantage d'une large mise à disposition de donnée publique ; Des études ont démontré que 90 % du marché de l'information distribuée en Europe dans les années 1990 provenaient des États-Unis.

## Éléments de définition

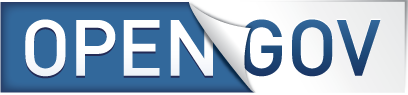
Logo de l'Open Government Initiative de l'Administration Obama, s'appuyant via le Web 2.0 sur la transparence, la participation et le collaboratif, s'inscrivant ainsi dans une démarche de E-democracy.

Les définitions admises incluent certains documents administratifs, décisions, documents dépassant l'échelle des États (ex. : documents de l'ONU ou documents communautaires de l'Union européenne, mais pas tous). Elle inclut aussi des richesses informationnelles produites non pas par l'activité (et non plus l’action) du service public mais pour permettre cette action (bases de données, contenus de sites internet, fonds numérisés (SIG notamment), etc..
Il peut s’agir de données tenues à disposition sous forme d’archives.
Il s’agit aussi parfois de données devant proactivement être portées à connaissance du public, ou d'un public particulier (concerné par un projet d’aménagement, dans le cadre d'une enquête publique ou d'une consultation par exemple).
La donnée publique est une ressource et une richesse pour les chercheurs et de nombreux réutilisateurs potentiels (pour les applications informatiques par exemple). Le droit d'accès à l'information implique des valeurs intellectuelles et non seulement commerciales.
« Donnée publique » ne signifie pas « libre de droit » ni abandon de propriété intellectuelle de la part des auteurs des documents. Dans la fin de la première décennies du XXIe siècle, un grand nombre d'initiatives de diffusion de données publiques sous licence libre ont eu lieu et se développent rapidement, dont sous l'égide du gouvernement dans au moins 9 pays en 2010.
Ce sont en général des données dont la mise à disposition est considérées comme obligatoire, ou d’intérêt public et général, dans l’intérêt de missions de service public, et notamment d'intérêt environnemental (cas particulier géré dans le cadre de la Convention d’Aarhus et des directives européennes qui en découlent, en vigueur en France depuis le 6 octobre 2002). En Europe, une Directive de l'Union européenne concernant la réutilisation des informations du secteur public constitue un premier cadre de travail. Elle reconnait au niveau communautaire, conformément aux articles 41 (droit à une bonne administration) et 42 de la Charte des droits fondamentaux de l'Union européenne le droit de tout citoyen de l'Union ou de toute personne physique ou morale résidant ou ayant son siège statutaire dans un État membre à l'accès aux documents du Parlement européen, du Conseil et de la Commission. Elle rappelle« le droit pour tout citoyen de l'Union et pour toute personne physique ou morale résidant ou ayant son siège statutaire dans un État membre d'avoir accès aux documents du Parlement européen, du Conseil et de la Commission » et précise que « Les organismes du secteur public devraient être encouragés à mettre à disposition en vue de leur réutilisation tous les documents qu'ils détiennent. Les organismes de service public devraient promouvoir et encourager la réutilisation des documents, y compris des textes officiels à caractère législatif et administratif, dans les cas où l'organisme de service public concerné a le droit d'autoriser leur réutilisation. » et « Dans la mesure du possible et s'il y a lieu, les organismes du secteur public devraient tenir compte des possibilités de réutilisation des documents par et pour des personnes handicapées.. ». Ainsi à titre d'exemple, l'Agence européenne de l'environnement met maintenant des cartes et graphes et bases de données à disposition de tous en licence Open data Creative Commons CC by 2.5 (autorise la réutilisation à la seule condition de citer la source et réutiliser la même licence).
Des questions éthiques et juridiques complexes sont en débat à propos du statut de l'information dans une société de l'information, ou l'accès libre et équitable, et la libre réutilisation de l'information publique prennent une importance croissante, face aux risques d'aggravation de la fracture numérique.

## Conditions d'accès, de diffusion ou mise à disposition de la donnée publique
Ces données peuvent être directement publiées ou accessibles via des publications et des lieux de consultation (gratuite ou payante) ; archives, bibliothèques, administrations. Dans certains cas, le demandeur peut avoir à se déplacer pour aller les consulter sur rendez-vous. Pour cela, des catalogues doivent être disponibles. Des documents fragiles peuvent nécessiter d'avoir été préalablement copiés (photo, microfilm, numérisation...).
En France, la loi française prévoit des exceptions à l'obligation générale d'ouverture des données publiques pour certaines données relevant de la vie privée, de la sécurité nationale ou des informations présentes dans des documents pour lesquels des tiers détiennent encore des droits de propriété intellectuelle. Hormis ces cas, une administration ne peut s’opposer à la demande d'un acteur privé ou public, quel qu’il soit, de voir ses données réutilisées. En cas de refus de communication ou de non réponse, la CADA peut être saisie (cette commission « veille à la transparence de l'action administrative et se prononce sur les modalités de réutilisation des informations publiques » en recours précontentieux. Certaines données peuvent être anonymisées

## Conditions de réutilisation de ces données
Elles ont beaucoup varié dans le temps et l'espace.
Les contraintes associées, régies par la loi ou la coutume, sont aujourd'hui généralement incluses dans les licences, accords ou conventions de diffusion, lesquels ont également beaucoup varié selon les époques, les pays ou les législations locales.

## Le droit et la donnée publique
Le détenteur ou producteurs de données publiques doit trouver un compromis entre son souhait ou besoin de mise à disposition d'informations et données. Le cadre des principes juridiques est complexe et mouvant, et rend cette mise à disposition parfois difficile :
- la protection des droits intellectuels (garanti par la plupart des licences libres) ;
- d'éventuels droits d'auteurs, sachant que dans tous les pays, certains documents, dont les actes officiels sont exclus du champ d'application du droit d'auteur) des producteurs initiaux de la donnée (y compris quand elle est par exemple produite par un EPIC qui se rémunère en vendant ces données) ;
- la propriété commerciale de certaines données ou de l’utilisation de logiciels permettant d’y accéder ou de les mettre interactivement en forme ;
- la protection de la vie privée quand par exemple des données contiennent des informations nominatives ;
- la convention d'Aarhus qui impose à toute collectivité d’un pays l’ayant signé et ratifié de largement de faciliter l’accessibilité et mise à disposition de toute son information environnementale ;
- la responsabilité en cas de dommage subis à la suite de la diffusion d’information incomplète ou erronée ;
- et dans certains cas, le secret industriel, le secret commercial ou le secret-défense, qui peuvent « protéger », durant un certain délai prévu par la loi, la confidentialité de certaines données pour tout ou partie du grand public;
- le principe de précaution, etc.
- la complexité des systèmes de licences libres et commerciales ;
- le fait que certaines données ne peuvent être ouvertes au public qu'après un délai réglementaire ;
- la variété et plus ou moins grande durabilité des supports d'archives (informatiques y compris).

Ces contraintes s’appliquent aussi à beaucoup de données produites par l'État, ses agences ou divers organismes parapublics qui doivent se rémunérer sur la vente de leurs données.

### Contractualisation
Sauf précision contraire, la fourniture des données (papier ou numériques) ne constitue pas un transfert de propriété, total ou partiel, au profit de l'acquéreur (souvent dans ce cas anonyme). Les droits concédés à ce dernier sont généralement limitativement énumérés dans une convention ou une licence. Les droits les plus larges sont accordés par les licences libres.
Selon les pays et les époques, différentes formules de licences ou de réservation de droits à insérer lors de la mise à disposition de données sous la forme d'un document papier ou numérique dans le cadre d’un « Donner-pour-information » ou « porté à information » (exemples de formules courantes dans les années 1990-2000 : « Ces données vous sont fournies à titre informatif. Ce document n'a pas de caractère officiel », ou « En application de la législation française et internationale sur le droit d'auteur et la propriété intellectuelle, toute reproduction, représentation, traduction, transformation ou adaptation partielle ou totale à usage collectif de la présente publication est strictement interdite sauf autorisation expresse de l'auteur » ).
Des accords de coopération entre les parties sont possibles (ex. : une partie profite gratuitement d’une base de données, en enrichissant cette base en échange). Dans ce cadre, les conventions d’échanges peuvent préciser le rôle des acteurs et un éventuel dispositif de gouvernance ou coordination.

### Formalisation des droits d'usages
Des « conventions » de partage de données ou de mise à disposition sont possibles. Les institutions publiques parlent plutôt de convention que de « contrat », ce dernier relevant plus du droit privé. De même, on parle plutôt de « concession » ou « mise à disposition de données » que de « cession » de données. Depuis les années 2000, des autorités administratives commencent à diffuser certaines de leurs données sous licences libres. Dans certains pays, dont en France depuis 1978, la loi impose un ré-usage autorisé des données publiques, y compris pour un usage commercial, mais sans favoriser ce dernier.
Dans certains pays, une simplification et clarification administrative met par défaut en accès libre et gratuit, avec copie et ré-usage autorisé (en citant la ou les sources) tous les documents produits par l'État ou ses agences (NASA ou NOAA aux États-Unis par exemple).
En France, la loi de 1978 impose que les documents publiques (achevés, communicables et « faisant l'objet d'une diffusion publique », déjà ou non versés aux archives publiques) soient réutilisable par tous, à certaines conditions (ex. : signature d’une licence et parfois paiement d’une redevance), notamment dans un cadre commercial. « Sauf accord de l'administration, la réutilisation des informations publiques est soumise à la condition que ces dernières ne soient pas altérées, que leur sens ne soit pas dénaturé et que leurs sources et la date de leur dernière mise à jour soient mentionnées ».

### Dématérialisation de l’information administrative
Les NTIC (nouvelles technologies de l’information et de la communication) ont permis une utilisation croissante de l'Internet pour la mise en ligne de données (dont archives). la législation doit s'adapter aux NTIC au fur et à mesure de l'évolution de ses possibilités.

### Le cas de la recherche
Dans le monde, plusieurs archives ouvertes sont apparues dans les années 2000 (dont par exemple « Science Commons »). Parallèlement, l'utilisation de wikis intégrant de la donnée publique s'est développé.
En France, l'initiative la plus ancienne et ouverte est probablement la plate-forme « Hyper Articles en Ligne », (HAL), qui est une base d'archive ouverte pluridisciplinaire, créée par le CNRS, permettant le dépôt et la diffusion de thèses et d'articles scientifiques de recherche (publiés ou non) produites par des établissements d'enseignement et de recherche (français ou étrangers) et des laboratoires (publics ou privés).

## Stratégie européenne
Face à l'avance américaine, la Commission européenne, encouragée par l'industrie de l'information, et dans le cadre de l'AGCS mais aussi d'une meilleure transparence, a réagi. Elle l'a fait en promouvant une large ouverture du marché intérieur des services d'information (estimé par elle à environ 27 milliards d'euros, dont 10 en France, et à 68 milliards d'Euros en Europe selon Pyra International)…), l'amélioration de la Cyberinfrastructure dont par l'extension de la connectivité et de la sécurisation de l'Internet en Europe et via une meilleure organisation et interopérabilité des gisements de données publique,. Plusieurs textes visent à garantir la disponibilité des données publiques et faciliter le partenariats public-privé et un Livre vert sur l'information émanant du secteur public dans la société de l'information a été publié, suivie d'une consultation (en 1999) concernant les informations du secteur public et les moyens de leur diffusion aux citoyens et entreprises afin qu'ils en tirent le meilleur profit. Un programme « eEurope 2002 » devenu « eEurope 2005 » accompagne un projet de directive sur l'accès aux données publiques (avec principe de libre accès) tout en soutenant d'un point de vue économique les projets de valorisation économique des données publiques. L'Europe a en outre produit des directives traduisant la Convention d'Aarhus, et conduit un processus dit « INSPIRE », cadre légal pour l’établissement et l’exploitation d’une infrastructure d’information spatiale commune en Europe.

### En France

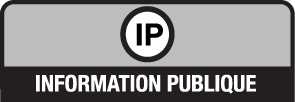
Logo de la « Licence information publique librement réutilisable » / LIP V1 2010.04.02, créée en France pour favoriser la réutilisation des informations publiques dans le cadre du développement de la société de l’information. Elle « précise les conditions juridiques de réutilisation d’une information publique librement réutilisable » (en vue d’une activité commerciale ou non). Les droits concédés par cette licence ne valent pas transfert de droits de propriété sur les informations publiques. Selon Anne Fauconnier (Agence du patrimoine immatériel de l’État), cette licence Information Publique est et restera strictement réservée à certaines informations publiées par le Ministère de la Justice et des Libertés (France).

Divers rapports ont été produits sur cette question (voir bibliographie en bas de cette page). Tous vont dans le sens d'une plus grande disponibilité des documents et données juridiquement communicables, bien que la loi ait prévu des limites qui sont celles des secrets légalement protégés (protection de la vie privée, secret défense, secret industriel et commercial, ordre public, sécurité des personnes, etc.) et des dérogations significatives pour les producteurs de certaines données nominatives, (statistiques, listings, annuaires, etc.), artistiques, culturelles, d'enseignements et de Recherche). La loi permet aux services culturels et d'enseignement ou de recherches de fixer des règles particulières.
Concernant la vie privée, l'administration - selon la loi - doit « anonymiser » ses fichiers, mais peut le faire via des marchés pour d'anonymisation des données ; certaines licences de réutilisation pourraient donc inclure des clauses sur l'anonymisation. Les documents d'état civil sont librement accessibles et communicables après un délai de 75 ans, ce qui ne signifie pas systématiquement « réutilisables », car quand ils concernent des personnes vivantes, les dispositions de la « loi CNIL » doivent être respectées.
La jurisprudence promeut aussi une ouverture plus large,,. L'Open data est jugé très prometteur par les collectivités territoriales ; tant pour la culture, que la science que pour les secteurs de l'économie et du social, et de manière générale pour l’enrichissement des services rendus aux usagers, et favorable à une expertise citoyenne, cependant la logique de l'Open Data, en 2010, peinait encore à se développer en France; comme dans d'autres pays latins.
- Le 17 juillet 1978, une Loi[20],[7] est votée sur l’accès aux documents administratifs. Elle précise que les collecteurs et détenteurs de ces données sont outre les « administrations de l’État, des collectivités territoriales, des établissements publics ou des organismes, fussent-ils de droit privé, chargés de la gestion d’un service public » (délégation de service public) ;
- Une circulaire publiée d'Édouard Balladur confirme le devoir de diffusion des données publiques ;
- En janvier 1998, le gouvernement français confirme[21] que les « données publiques essentielles » seront accessibles gratuitement sur Internet. Il reconnaissait ainsi que l'Internet a profondément modifié l'ancienne distinction entre accès à l’information du secteur public et sa diffusion, et que la possibilité d'accès aux sources publiques était devenue vitale pour la croissance du marché de l’information et donc de l'industrie correspondante[22] ;
- Le 18 juin 2001, un projet de loi sur la société de l'information proposait une première définition légale de la « donnée publique », qu'il reconnaissait comme devant être disponible pour le public (pour toute personne en faisant la demande) et gratuite pour les « données essentielles », qualificatif critiqué par le Forum des droits sur l'internet qui lui préférait « données publiques citoyennes ». Ce projet est abandonné au moment du changement de législature.
- En mars 2005, la Charte de l'environnement (Article 7[23]), confirme que « Toute personne a le droit, dans les conditions et les limites définies par la loi, d'accéder aux informations relatives à l'environnement détenues par les autorités publiques et de participer à l'élaboration des décisions publiques ayant une incidence sur l'environnement ».
- Le 6 juin 2005, une ordonnance[24] transpose en droit français la directive européenne du 17 novembre 2003 (et modifie la loi du 17 juillet 1978, en créant un droit de réutilisation des données publiques.
- En décembre 2005, un décret[25] précise les conditions de réutilisation de la donnée publique ;
- En mai 2006, une circulaire du Premier ministre[26] transcrit une directive européenne, ajoutant un « objectif de développement économique par une meilleure valorisation des gisements de données dont disposent les administrations »
- En octobre 2006, une circulaire sur « la mise à disposition des informations publiques à caractère technique sur les sites Internet : conséquences de l’avis de la C.A.D.A. en date du 16 mars 2006 » (concerne l'information environnementale) ;
- En 2010, quelques ministères semblaient plus avancés, celui chargé de l'Écologie (qui a des obligations renforcées par la Convention d'Aarhus) et le ministère de la culture ou de la justice (à l'origine du logo ci-contre). Dans le cadre de l'Initiative Services Mobiles visant à stimuler les développeurs d'applications pour Smartphones, le portail Data Publica ouvert en 2010 propose de répertorier des données publiques publiées par l'administration centrale et territoriale, essentiellement sur le modèle de celles de l'Agence du patrimoine immatériel de l'État, qui freinent l'utilisation commerciale ou sur des supports tels que Wikipédia.
- En 2011, Eric Besson (ministre délégué à l'Économie numérique), a fait la promotion du portail européen Proxima mobile, en souhaitant que « Par exemple, la mise à disposition du plan du métro[N 2] permettrait l’émergence d’un réseau social de ses usagers, qui pourraient s’informer sur les éventuels incidents » et « la réutilisation gratuite de la base des prix du carburant permettra de développer des services informant les automobilistes des prix dans les stations les plus proches »[27]. Le principe du portail Proxima mobile sera de subventionner des applications mobiles qui exploiteront des données publiques brutes distribuées par data.gouv.fr comme les données de la Caisse nationale d'assurance maladie[28].
- La loi pour une République numérique de 2016 oblige toutes les collectivités territoriales de plus de 3500 habitants ou 50 agents à publier les données produites dans le cadre de leurs missions de service public. Cette obligation s’applique aussi aux administrations de l’Etat et aux organismes exerçant des missions de service public[29]. En 2022, selon Open Data France, 14% des 5 252 collectivités concernées par cette loi participaient à l'ouverture des données dans les territoires, représentant 54% de la population[30].

#### Cas d'usage en France
La Poste fait état de différents cas d'usage des données publiques par des administrations locales en France :
- La commune d'Arcueil utilise des données sociales et de logement afin de redessiner sa carte scolaire pour favoriser les mixité sociale tout en optimisant les temps de trajet.
- Annecy a mis en place un cadastre solaire accessible à tous afin de visualiser le potentiel de production électrique des toitures[32].
- La Métropole de Lyon a installé des capteurs reliés au système d'arrosage d'arbres afin d'optimiser l'arrosage et de réduire le stress hydrique, améliorant ainsi leur capacité à diminuer localement la température réelle et ressentie lors de pics de chaleur[33].
- La ville de Soisson a mis en place une application pour aider les citoyens à se garer en centre-ville, basée sur l'analyse vidéo de l'occupation de la voirie.
- Dijon a mis en place depuis 2016 le système de signalisation connectée "Prioribus", qui donne la priorité au bus et augmente la fréquence des transports en commun.

#### Rapports français
- Rapport La constitution et l'exploitation de bases de données publiques : Approche juridique / Rapport d'étude, par Bensoussan Alain, 1997.
- Rapport "Recommandation. Quelle politique de diffusion des données publiques ?;  Forum des droits sur l'internet.
- Rapport Groshens « Mission sur les relations entre le secteur public et le secteur privé dans le domaine de l’industrie éditoriale. », La documentation française 1998.
- Rapport Lefas (P.) et Donnelier (J-C), « Information économique et nouvelles technologies » ; La documentation française, 1998
- Rapport de l’atelier présidé par Mandelkern (D.), « Diffusion des données publiques et révolution numérique. », La documentation française, novembre 1999.
- L'Accès aux documents administratifs : 2e rapport de la CADA / CADA. - Paris : La Documentation française, 1982.
- L'Accès aux documents administratifs : 5e rapport de la CADA / CADA. - Paris : La Documentation française, 1988.

#### Thèse
- Bruguière (J-M), La diffusion de l’information publique, Le service public face au marché de l'information, ERCIM, Thèse Montpellier, 1995.

#### Codes
- « Code » Dalloz de l'environnement. - Paris : Dalloz Sirey, 1994. - 1742 p. - (Collection Codes). -  (ISBN 2-247-01772-X).
- Code rural. Code forestier. - Paris : Dalloz Sirey, 1997. - 1782 p. - (Collection Codes). -  (ISBN 2-247-02675-3).
- Code de l'urbanisme. - Paris : Dalloz Sirey, 1996. - 1032 p. - (Collection Codes). -  (ISBN 2-247-02212-X)